# قائمة الجوائز البيئية
هذه القائمة من الجوائز البيئية هي مؤشر لمقالات عن الجوائز البيئية البارزة للأنشطة التي تؤدي إلى حماية البيئة الطبيعية. وتنظم القائمة منطقة وبلد المنظمة الراعية للجائزة. وقد تكون الجوائز مفتوحة أمام المجتمع العالمي أو مقتصرة على بلد معين أو ميدان عمل معين.
وهذه قائمة دينامية قد لا تكون قادرة أبدًا على الوفاء بمعايير معينة للاكتمال. يمكنك المساعدة بإضافة عناصر مفقودة بمصادر موثوقة.

## دولي
| دولة | جائزة                                 | كفيل                                                     | ملاحظات                                                                                                  |
| ---- | ------------------------------------- | -------------------------------------------------------- | --- |
| دولي | بحث أكينو التذكاري                    | جامعة الأمم المتحدة                                      | دراسات في ميداني الأمن البشري والتنمية المستدامة في آسيا الوسطى والمناطق المجاورة                        |
| دولي | جائزة بورتوني                         | المعهد الدولي للبيئة والتنمية                            | المساهمات المتأخرة في علم التكيف مع تغير المناخ                                                          |
| دولي | أبطال الأرض                           | برنامج الأمم المتحدة للبيئة                              | القادة البيئيون البارزون من القطاعين العام والخاص ومن المجتمع المدني                                     |
| دولي | جائزة أديسون                          | جائزة أديسون                                             | تكريم الامتياز في مجال الابتكار                                                                          |
| دولي | جائزة خط الاستواء                     | برنامج الأمم المتحدة الإنمائي                            | الجهود التي تبذلها المجتمعات المحلية للحد من الفقر من خلال حفظ التنوع البيولوجي واستخدامه على نحو مستدام |
| دولي | جائزة بطل الغابة                      | الأمم المتحدة                                            | الأفراد الذين كرسوا حياتهم لحماية الغابات                                                                |
| دولي | جائزة تربة غلينكا العالمية            | الشراكة العالمية للتربة التابعة لمنظمة الأغذية والزراعة  | المساهمات المباشرة في الحفاظ على البيئة والأمن الغذائي وتخفيف حدة الفقر                                  |
| دولي | العالمية 500 لفة الشرف                | برنامج الأمم المتحدة للبيئة                              | الإنجازات البيئية للأفراد والمنظمات في جميع أنحاء العالم                                                 |
| دولي | بول غيتي                              | الصندوق العالمي للطبيعة                                  | ثالثا - القيادة المتميزة في مجال حفظ الطبيعة على الصعيد العالمي                                          |
| دولي | جائزة رامسار لحفظ الأراضي الرطبة      | اتفاقية رامسار                                           | عمل الحكومات والمنظمات والأفراد في تعزيز الاستخدام الرشيد للأراضي الرطبة وحفظها                          |
| دولي | جائزة السلطان قابوس للحفاظ على البيئة | اليونسكو والسلطان قابوس بن سعيد                          | المساهمات غير المسددة للأفراد أو مجموعات الأفراد أو المعاهد أو المنظمات في إدارة البيئة أو الحفاظ عليها  |
| دولي | جائزة تايلر للإنجاز البيئي            | جامعة جنوب كاليفورنيا                                    | علم البيئة والصحة البيئية والطاقة                                                                        |
| دولي | الجائزة العالمية لحفظ الطبيعة         | المنظمة العالمية للحركة الكشفية، الصندوق العالمي للطبيعة | حماية البيئة                                                                                             |

## الأمريكتين
| دولة             | جائزة                                                               | كفيل                                                                | ملاحظات |
| ---------------- | ------------------------------------------------------------------- | ------------------------------------------------------------------- | --- |
| كندا             | جوائز البيئة الكندية                                                | حكومة كندا، الجريدة الكندية                                         | الكنديون المخلصون الذين يعملون محليًا للمساعدة في حماية البيئة الكندية والمحافظة عليها واستعادتها. |
| كندا             | ميدالية ميروسلاو رومانوسكي                                          | الجمعية الملكية الكندية                                             | إسهامات كبيرة في حل الجوانب العلمية للمشاكل البيئية أو في إدخال تحسينات هامة على نوعية النظام الإيكولوجي من جميع الجوانب الأرضية والغلاف الجوي والمياه المائية التي تحققت بالوسائل العلمية                       |
| كندا             | 3M جائزة الابتكار البيئي                                            | الجمعية الجغرافية الكندية الملكية                                   | الأفراد المتميزون في قطاع الأعمال أو الحكومة أو الأوساط الأكاديمية أو منظمات المجتمع المحلي الذين تستفيد كندا والكنديون من إسهاماتهم المبتكرة في التغيير البيئي                                                  |
| كندا             | جوائز الزمرد                                                        | مؤسسة ألبرتا الزمردية                                               | ومنذ عام 1992، اعترفت جوائز الزمرد بالإنجازات البيئية البارزة التي حققتها المؤسسات التجارية الكبيرة والصغيرة، والأفراد، وغير الربحية، والجماعات المجتمعية، والشباب، والحكومات في جميع أنحاء ألبرتا، واحتفلت بها. |
| الولايات المتحدة | جائزة آنسل آدمز                                                     | جمعية البراري                                                       | الموظف الاتحادي الحالي أو السابق الذي كان مدافعًا قويًا عن المحافظة |
| الولايات المتحدة | جائزة آنسل آدمز للتصوير الفوتوغرافي للحفظ                           | نادي سييرا                                                          | المصورون الذين استخدموا مواهبهم في جهود الحفظ |
| الولايات المتحدة | جائزة أثالي ريتشاردسون إيرفين كلارك                                 | المعهد الوطني لبحوث المياه                                          | الامتياز في مجالات علوم وتكنولوجيا المياه |
| الولايات المتحدة | ميدالية أودوبون                                                     | جمعية أودوبون الوطنية                                               | الإنجاز البارز في مجال الحفظ وحماية البيئة |
| الولايات المتحدة | جوائز متصفح الشباب                                                  | مبادرة القادة الجدد                                                 | قادة العدالة البيئية والاجتماعية دون سن 23 |
| الولايات المتحدة | جوائز وسائط الإعلام البيئية                                         | رابطة وسائط الإعلام البيئية                                         | أفضل حلقة تلفزيونية أو فيلم مع رسالة بيئية |
| الولايات المتحدة | جائزة المواطن البيئية العالمية                                      | مركز الصحة والبيئة العالمية التابع لكلية الطب بجامعة هارفارد        | العمل الفردي من أجل استعادة البيئة العالمية وحمايتها |
| الولايات المتحدة | جائزة غولدمان البيئية                                               | مؤسسة غولدمان البيئية                                               | نشطاء البيئة من القاعدة الشعبية |
| الولايات المتحدة | جائزة غرانثام                                                       | جيرمي غرانثام، هانيلور غرانثام، معهد ميتكالف للإبلاغ البحري والبيئي | صحفي أو فريق من الصحفيين لتقديم تقارير نموذجية عن البيئة |
| الولايات المتحدة | جائزة هانز هاس                                                      | جمعية الغوص التاريخية                                               | المساهمة في النهوض بمعرفتنا بالمحيطات |
| الولايات المتحدة | جوائز هاينز                                                         | مؤسسات هاينز                                                        | الأفراد غير المتفوقين على مساهماتهم الابتكارية المتصلة بالبيئة |
| الولايات المتحدة | أبطال البيئة                                                        | مجلة تايم                                                           | أبرز أخصائيي البيئة في السنة |
| الولايات المتحدة | ميدالية هودجكينز                                                    | مؤسسة سميثسونيان                                                    | المساهمة في فهم البيئة المادية من حيث تأثيرها على رفاه الإنسان |
| الولايات المتحدة | جائزة إنديانابوليس                                                  | حديقة حيوانات إنديانابوليس                                          | إسهامات غير عادية في جهود الحفظ التي تؤثر على نوع أو أكثر من أنواع الحيوانات |
| الولايات المتحدة | ميدالية جوان هودجز كوينو                                            | جمعية أودوبون الوطنية، الرابطة الأمريكية للجمعيات الهندسية          | مساهمة بارزة من مهندس نيابة عن حفظ البيئة |
| الولايات المتحدة | ليكسن                                                               | مؤسسة العلوم الوطنية                                                | تمويل الأنشطة في المناطق القطبية |
| الولايات المتحدة | جائزة السيدة بيرد جونسون البيئية                                    | مكتبة ومتحف ليندون باينز جونسون                                     | مواطن أو شركة أو منظمة غير ربحية في الولايات المتحدة يثبت عملها تفانيه وشغفه بالبيئة والتزامه بها |
| الولايات المتحدة | جائزة باركر-جينتري                                                  | المتحف الميداني للتاريخ الطبيعي                                     | الجهود التي كان لها أثر كبير في الحفاظ على التراث الطبيعي للعالم ويمكن أن تكون نموذجا للآخرين |
| الولايات المتحدة | ميدالية بوغسلي                                                      | الأكاديمية الأمريكية لإدارة الحديقة والترفيه                        | أبطال الحدائق والمحافظة عليها |
| الولايات المتحدة | جائزة راشيل كارسون                                                  | جمعية أودوبون الوطنية                                               | المرأة التي تنهض مواهبها وخبراتها وطاقتها بشكل كبير بالحفظ وبالحركة البيئية محليًا وعالميًا |
| الولايات المتحدة | جائزة سام روز 58 وجولي والترز في كلية ديكنسون للنشاط البيئي العالمي | كلية ديكنسون                                                        | فرد أو مجموعة مكرسة للحفاظ على الكوكب وموارده |
| الولايات المتحدة | جوائز بطل المأكولات البحرية                                         | شبكة البحار/مؤسسة المحيط                                            | قيادة بارزة في تعزيز الأغذية البحرية المسؤولة بيئيًا |
| الولايات المتحدة | جائزة نادي سييرا جون ميور                                           | نادي سييرا                                                          | سجل قيادي متميز في قضايا الحفظ الوطنية |
| الولايات المتحدة | جائزة حماية البيئة لبحرية الولايات المتحدة                          | وزارة البحرية الأمريكية                                             | أوامر البحرية لتحقيق إنجازات في نوعية البيئة، والتنظيف البيئي، وحفظ الموارد الطبيعية، وإدارة الموارد الثقافية، ومنع التلوث، وإعادة التدوير                                                                       |
| الولايات المتحدة | جوائز ويليام تي هورناداي                                            | الكشافة الأمريكية                                                   | الخدمة في مجال الحفظ والإيكولوجيا |

## آسيا
| دولة                          | جائزة                                           | كفيل                                                     | ملاحطات |
| ----------------------------- | ----------------------------------------------- | -------------------------------------------------------- | --- |
| دولة الإمارات العربية المتحدة | جائزة زايد الدولية للبيئة                       | مؤسسة زايد الدولية للبيئة                                | فئات مختلفة |
| الهند                         | جوائز أنديرا برييادارشيني فريكشاميترا           | وزارة البيئة والغابات وتغير المناخ                       | الأفراد والمؤسسات الذين قاموا بعمل رائد ومثالي في مجال التحريج وتنمية الأراضي القاحلة                                       |
| اليابان                       | جائزة الكوكب الأزرق                             | شركة AGC Inc.                                            | الجهود المتميزة في مجال البحث العلمي أو تطبيقات العلوم التي تسهم في حل المشاكل البيئية العالمية                             |
| اليابان                       | جائزة الكون الدولية                             | مؤسسة معرض 90                                            | الأعمال البحثية البارزة و/أو الإنجازات التي تعزز فلسفة "التعايش المتناغم بين الطبيعة والبشرية".                             |
| اليابان                       | جوائز تاكيدا                                    | مؤسسة تاكيدا                                             | تطوير وتعزيز مفهومي الروك الإيكولوجي ومدخلات المواد لكل وحدة من دوائر الخدمات، كمقاييس للإجهاد الإيكولوجي للمنتجات والخدمات |
| السعودية                      | جائزة الأمير سلطان بن عبد العزيز الدولية للمياه | مركز الأمير سلطان للبحوث في مجال البيئة والمياه والصحراء | مساهمات علمية بارزة تتعلق بالمياه السطحية، والمياه الأرضية، والموارد المائية البديلة (غير التقليدية)، والحفاظ على المياه    |
| سنغافورة                      | جائزة الرئيس للبيئة                             | وزارة البيئة وموارد المياه                               | الأفراد والمنظمات والشركات التي أسهمت في جهود سنغافورة لتحقيق الاستدامة البيئية                                             |
| تايوان                        | جائزة تانغ                                      | مؤسسة جائزة تانغ                                         | المساهمة في التنمية المستدامة للمجتمعات البشرية، ولا سيما من خلال الابتكارات الرائدة في مجال العلم والتكنولوجيا             |

## أوروبا
| دولة                  | جائزة                                            | كفيل                                           | ملاحظات |
| --------------------- | ------------------------------------------------ | ---------------------------------------------- | --- |
| إستونيا               | جائزة إيريك كوماري                               | وزارة البيئة، إستونيا                          | المتفوقون في العلوم البيولوجية في إستونيا |
| أوروبا                | الجوائز الأوروبية للأعمال التجارية من أجل البيئة | المفوضية الأوروبية                             | الشركات التي تجمع بين القدرة التنافسية واحترام البيئة |
| أوروبا                | جائزة العاصمة الخضراء الأوروبية                  | المفوضية الأوروبية                             | المدينة التي تتمتع بسجل ثابت في تحقيق المعايير البيئية العالية؛ ... إلخ.                                                                                          |
| أوروبا                | جائزة الطاقة الشمسية الأوروبية                   | يوروسولار                                      | المساهمات غير المسددة في استخدام الطاقة المتجددة وتطبيقاتها بجميع أشكالها المتاحة                                                                                 |
| ألمانيا               | جائزة الكوكب الأزرق                              | مؤسسة إيثيكون                                  | الإجراءات التي تعتبر حماية للبيئة |
| ألمانيا               | جائزة الكوكب الأسود                              | مؤسسة إيثيكون                                  | أولئك الذين يعتبرون مدمرين للبيئة |
| ألمانيا               | جائزة البيئة                                     | Bundesstiftung Umwelt                          | إسهام حاسم ومثالي في حماية بيئتنا والحفاظ عليها الآن وفي المستقبل                                                                                                 |
| ألمانيا               | جوائز غرينتيك                                    | هندسة VKP                                      | المشاريع والمنتجات والأشخاص الذين يساهمون في حماية البيئة |
| ألمانيا               | جائزة المستقبل الخالي من الأسلحة النووية         | مؤسسة فرانز مول للأجيال القادمة                | الناشطون المناهضون للأسلحة النووية والمنظمات والمجتمعات المحلية                                                                                                   |
| ألمانيا               | الجائزة الألمانية الوطنية للاستدامة              | مجلس وزراء ألمانيا                             | المدن والشركات والأفراد الذين يروجون لفكرة إقامة مجتمع مستدام |
| موناكو                | جوائز الأمير ألبرت الثاني من مؤسسة موناكو        | مؤسسة الأمير ألبرت الثاني من موناكو            | العمل المثالي لصالح البيئة وحماية كوكب الأرض |
| هولندا                | ترتيب السفينة الذهبية                            | مملكة هولندا                                   | المساهمات الرئيسية في حفظ الطبيعة |
| هولندا                | جائزة أوسكار بارناك                              | صورة الصحافة العالمية                          | التصوير الفوتوغرافي الذي يعبر عن العلاقة بين الإنسان والبيئة |
| هولندا                | جوائز الصرف الصحي في سارفاتي                     | وورلد واترنيت إلخ.                             | المساهمات في خدمات الصرف الصحي والصحة العامة على الصعيد العالمي ، ولا سيما من خلال تنظيم المشاريع                                                                 |
| بلدان الشمال الأوروبي | جائزة البيئة لمجلس الشمال الأوروبي               | مجلس بلدان الشمال الأوروبي                     | شركة أو منظمة أو فرد من بلدان الشمال الأوروبي لبذل جهود مثالية لإدماج احترام البيئة في أعمالها أو أعمالها أو لشكل آخر من أشكال المبادرات الاستثنائية لصالح البيئة |
| النرويج               | جائزة غونروس للاستدامة                           | الجمعية الملكية النرويجية للعلوم والرسائل      | المساهمة البارزة في العلوم المستدامة في مجالات العلوم الطبيعية أو العلوم الاجتماعية أو العلوم الإنسانية أو التكنولوجية                                            |
| النرويج               | جائزة هايردال                                    | الرابطة النرويجية لملاك السفن وما إلى ذلك      | الأشخاص من صناعة النقل البحري الذين قدموا مساهمة بارزة في البيئة                                                                                                  |
| النرويج               | جائزة راشيل كارسون                               | راشيل كارسون                                   | المرأة التي ميزت نفسها في العمل الممتاز من أجل البيئة في النرويج أو على الصعيد الدولي                                                                             |
| النرويج               | جائزة صوفي                                       | جوستين جاردر                                   | الأفراد أو المنظمات التي تعمل مع البيئة والتنمية المستدامة (لم تعد نشطة)                                                                                          |
| إسبانيا               | الجائزة البيئية الوطنية                          | وزارة البيئة                                   | الجائزة البيئية (لم تعد نشطة) |
| السويد                | جائزة الحق في كسب الرزق                          | مؤسسة جائزة الحق في كسب الرزق                  | إجابات عملية ومثالية على أكثر التحديات إلحاحًا التي تواجهنا اليوم                                                                                                  |
| السويد                | جائزة ستوكهولم للمياه الصناعية                   | معهد ستوكهولم الدولي للمياه                    | إسهامات مثيرة للإعجاب من جانب الأعمال التجارية والصناعات لتحسين حالة المياه في العالم                                                                             |
| السويد                | جائزة ستوكهولم للماء الصغير                      | معهد ستوكهولم الدولي للمياه                    | مشروع المياه المتميز الذي يقدمه شاب أو مجموعة صغيرة من الشباب |
| السويد                | جائزة ستوكهولم للمياه                            | معهد ستوكهولم الدولي للمياه                    | الإنجازات البارزة في الأنشطة المتصلة بالمياه |
| السويد                | جائزة مياه بحر البلطيق السويدية                  | المعهد السويدي                                 | جهود مباشرة وعملية للمساعدة في تحسين بيئة المياه في بحر البلطيق                                                                                                   |
| السويد                | جائزة العالم المثالية                            | مؤسسة العالم المثالي                           | منح لشخص أثار اهتمامًا كبيرا للحفاظ على الحياة البرية والطبيعة. منذ افتتاحها في عام 2014، أصبحت واحدة من أكثر جوائز الحفاظ المرموقة في إسكندنافيا.                 |
| السويد                | جائزة فولفو للبيئة                               | مؤسسة جائزة فولفو للبيئة                       | الأفراد الذين يستكشفون الطريق إلى عالم مستدام |
| سويسرا                | جائزة بيكت                                       | مجموعة Pictet                                  | تصوير أعلى ترتيب يطبق على التحديات الاجتماعية والبيئية الراهنة |
| المملكة المتحدة       | جوائز آشدن                                       | أشدن                                           | المنظمات والأعمال التجارية التي تقدم برامج محلية ومستدامة للطاقة ذات فوائد اجتماعية واقتصادية وبيئية                                                              |
| المملكة المتحدة       | جائزة الكيمياء الخضراء                           | الجمعية الملكية للكيمياء                       | التقدم المحرز في الكيمياء المركزة على البيئة |
| المملكة المتحدة       | جائزة العلم الأخضر                               | وزارة الإسكان والمجتمعات المحلية والحكم المحلي | الحدائق والمساحات الخضراء |
| المملكة المتحدة       | ميدالية CIEEM                                    | المعهد المعتمد لعلم البيئة والإدارة البيئية    | المساهمة المتميزة على نحو منفرد أو مدى الحياة في مجال البيئة والإدارة البيئية                                                                                     |
| المملكة المتحدة       | جائزة جون روز                                    | مؤسسة العلوم البيئية                           | نشر البحوث البيئية الاستثنائية على جمهور واسع وتحقيق إمكاناتها |
| المملكة المتحدة       | ميدالية كيو الدولية                              | الحدائق النباتية الملكية، كيو                  | مساهمة كبيرة في العلم والمحافظة |
| المملكة المتحدة       | جائزة مارش لبيولوجيا الحفظ                       | جمعية علم الحيوان في لندن، مارش كريستيان تراست | إسهامات العلوم الأساسية في حفظ الأنواع والموائل الحيوانية |
| المملكة المتحدة       | جائزة العالم الطبيعي للكتاب                      | الثقة في الحياة البرية                         | أدبيات بيئية |
| المملكة المتحدة       | ميدالية RSPB                                     | الجمعية الملكية لحماية الطيور                  | للفرد اعترافًا بحماية الطيور البرية وحفظ الأرياف |
| المملكة المتحدة       | جائزة سانت أندروز للبيئة                         | جامعة سأنت أندروز                              | مساهمات كبيرة في القضايا والشواغل البيئية |
| المملكة المتحدة       | جوائز المدينة المستدامة                          | شركة مدينة لندن                                | أفضل الممارسات في الإدارة البيئية والقيادة المستدامة |
| المملكة المتحدة       | جوائز البيئة ووسائط الإعلام البريطانية           | الصندوق العالمي للطبيعة                        | مقالة مهنية أو برنامج أو موقع على شبكة الإنترنت أو حملة، مكتوبة أو منتجة أو منفذة في المملكة المتحدة                                                              |
| المملكة المتحدة       | تحدي الأرض العذراء                               | السير ريتشارد برانسون                          | تصميم قابل للتطبيق تجاريا يؤدي إلى الإزالة الدائمة لغازات الدفيئة من الغلاف الجوي للأرض للمساهمة ماديا في تجنب الاحترار العالمي                                   |
| المملكة المتحدة       | جوائز ويتلي                                      | صندوق ويتلي للطبيعة                            | القيادات الشعبية الفعالة لحفظ الطبيعة في جميع أنحاء الجنوب العالمي                                                                                                |

## أوقيانوسيا
| دولة      | جائزة                              | كفيل                            | ملاحظات |
| --------- | ---------------------------------- | ------------------------------- | --- |
| أستراليا  | جوائز الضفادع                      | مجلس الأنواع الغازية            | مساهمة كبيرة في حماية النباتات والحيوانات الأصلية لأستراليا، والنظم الإيكولوجية، والناس من الأنواع الغازية الجديدة الخطيرة |
| أستراليا  | جائزة بيتر رولينسون                | المؤسسة الأسترالية لحفظ الطبيعة | التبرعات غير المسددة في البيئة الأسترالية                                                                                  |
| أستراليا  | جوائز اليوم العالمي للبيئة         | رابطة الأمم المتحدة في أستراليا | الامتياز في مجال الاستدامة البيئية                                                                                         |
| نيوزيلندا | جائزة تشارلز فليمنغ للإنجاز البيئي | الجمعية الملكية                 | حماية البيئة أو صيانتها أو إدارتها أو تحسينها أو فهمها، ولا سيما الإدارة المستدامة للبيئة في نيوزيلندا                     |
| نيوزيلندا | كأس لودر                           | وزير الحفظ                      | النيوزيلنديون الذين يعملون على التحقيق في نباتاتنا الأصلية وتعزيزها والاحتفاظ بها والاعتزاز بها                            |